# Vörös bóbitásantilop
A vörös bóbitásantilop (Cephalophus natalensis) az emlősök (Mammalia) osztályának párosujjú patások (Artiodactyla) rendjébe, ezen belül a tülkösszarvúak (Bovidae) családjába és a bóbitásantilop-formák (Cephalophinae) alcsaládjába tartozó faj.

## Előfordulása, élőhelye
A faj Afrika középső és déli területein honos, Mozambik, Malawi és Tanzánia déli részének erdeiben és bozótosaiban él. Megtalálható az örökzöld erdőkben, trópusi és szubtrópusi erdős területeken, parti bozótosokban és folyóparti cserjésekben.

## Megjelenése

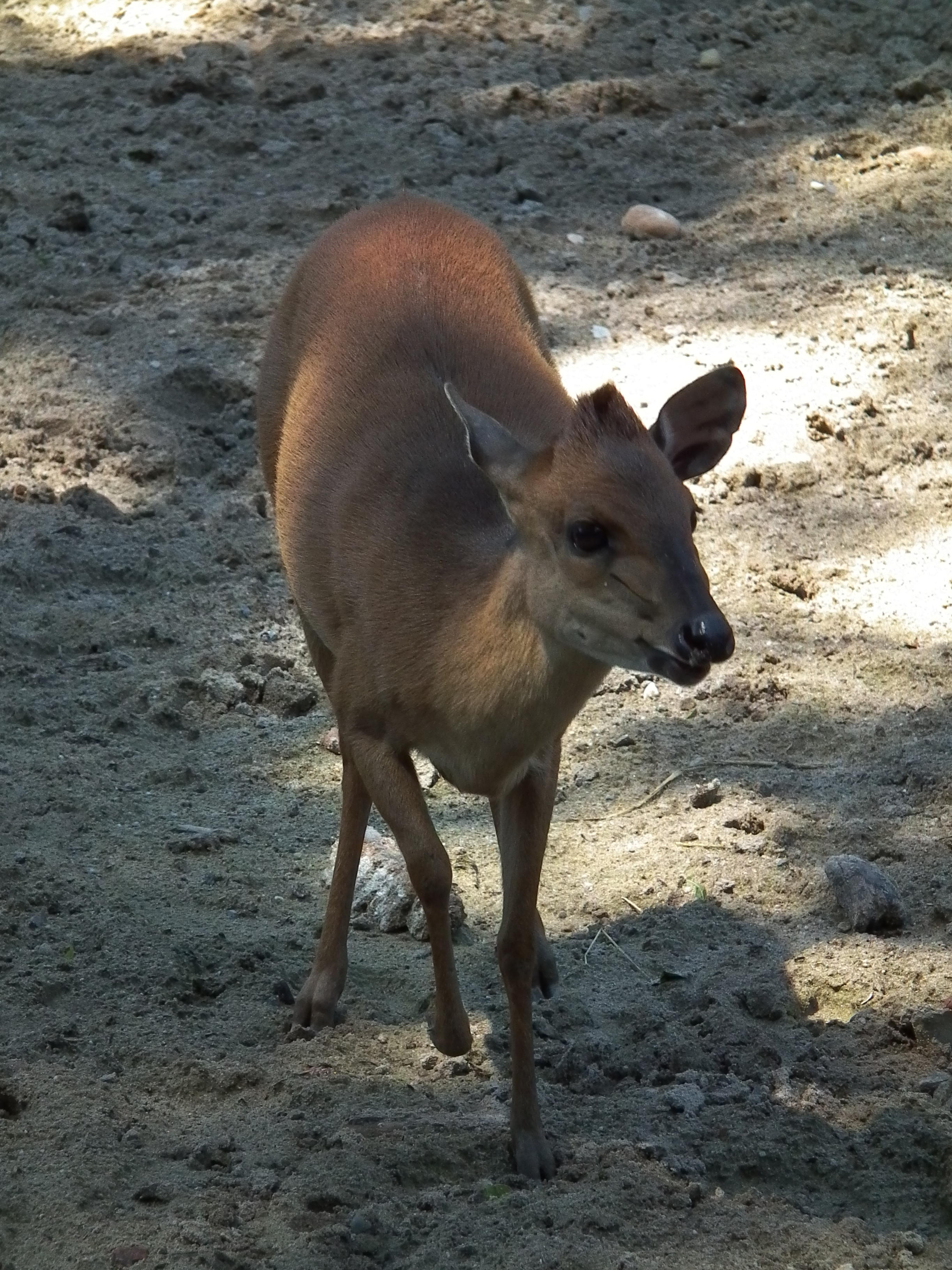

A vörös bóbitásantilop hossza 75–87 cm, nagyjából 40 cm magas, farka hossza 9–14 cm, tömege kb. 15 kg. Szőrzete gesztenyebarna, pofáján és nyaka hátsó felén sötétebb foltokkal. Mind a hímeknek, mind a nőstényeknek rövid, egyenes, hátrafelé dőlő szarva van, melyeket hosszú gesztenyebarnás-feketés bojt rejt. A fülek, az áll, a torok és a farok alsó részének szegélye fehér, míg a farok, a fülek és az orr felső fele fekete. A nyak színe a kor előrehaladtával kékesszürkébe hajlik, szeme előtt feltűnő, hosszú illatmirigy helyezkedik el.

## Életmódja
A bóbitásantilopok más fajaihoz hasonlóan a vörös bóbitásantilop is félénk, rejtőzködő állat, mely a legkisebb háborgatásra az erdőbe menekül. Általában egyedül jelenik meg, de időnként párosan, vagy nőstény kicsinyével is látható. A vörös bóbitásantilopok találkozáskor illatmirigyük összedörgölésével üdvözlik egymást; ezekkel a mirigyekkel jelölik a területükön lévő ágakat, gallyakat és fatörzseket. A találkozás csak időnként eredményez harcot, ilyenkor éles szarvukkal számottevő sérülést tudnak okozni egymásnak.

### Táplálkozása
A vörös bóbitásantilop virágokkal, levelekkel és fáról leesett gyümölcsökkel táplálkozik. Gyakran látható a leejtett gyümölcsökre várva olyan fák alatt, melyeken majmok táplálkoznak. A legtöbb területen nappal keresi táplálékát, de az emberi települések közelében éjszakai életmódot folytathat.

## Szaporodása
A nőstény kb. 210 napos vemhesség után egy utódnak ad életet.

## Természetvédelmi helyzete
A fajt 1996-ban a Természetvédelmi Világszövetség korábbi besorolásának megfelelő - védelemfüggő - alkategóriáiba sorolták. Jelenlegi széles körű elterjedése, populációjának mérete meghaladja a veszélyeztetettségi küszöbértéket, ezért a nem fenyegetett kategóriába sorolják. Ha a jelenlegi trendek folytatódnak, a vörös bóbitásantilop eltűnhet mai élőhelyének jelentős részéről, de túlélése nem kerül veszélybe, ha a védett területeken élő egészséges populációk továbbra is fennmaradnak. Populációjának méretét 1999-ben 42 000-re tették.